# Marc Wetzel
Pour les articles homonymes, voir Wetzel.
Marc Wetzel est un essayiste et écrivain français né en 1953.

## Biographie
Né le 4 mai 1953 à Casablanca, Marc Wetzel fait ses études à Paris. Alors qu'il est élève en khâgne au lycée Louis-Le-Grand, il rencontre André Comte-Sponville avec lequel il est resté ami, et qui a préfacé l'un de ses livres, il raconte cette amitié dans sa contribution au Cahier de l'Herne Comte-Sponville paru en 2020. Après l'obtention de l’agrégation de philosophie, il est affecté au Prytanée national militaire de La Flèche.
En 1979, alors qu’il est en poste au Prytanée, il fait la connaissance de Vincent La Soudière, un jeune écrivain tourmenté, dont le premier livre (Chroniques antérieures) le frappe. Il rencontre La Soudière, qui le tient pour son « seul lecteur connu », échange une longue correspondance avec lui, et le surnomme « Louis Maladire », sobriquet que Wetzel reprendra en titre d’un ouvrage paru en 1998.
Au début des années 1990, il est nommé professeur de philosophie en hypokhâgne et khâgne au lycée Joffre de Montpellier. Il prend sa retraite professionnelle autour des années 2010.

## Ouvrages
- Dont un buvard tient lieu de préface, Paris, La Pensée universelle, 1973 (BNF 35147431).
- Éd. de Jean-Paul Sartre, La Mauvaise Foi, Paris, Hatier, 1985  (ISBN 2-218-07281-5)  — réédité en 1992 et 2000.
- La Méchanceté, Paris, Quintette, 1986  (ISBN 2-86850-008-0)[7].
- Les Aventures de Cogito : contes spéculatifs, Quintette, 1988  (ISBN 2-86850-012-9).
- Les Passions, Quintette, 1989  (ISBN 2-86850-021-8).
- Le Temps, Quintette, 1990  (ISBN 2-86850-026-9).
- Marcel Cogito, Quintette, 1992  (ISBN 2-86850-046-3).
- Les Promenades d’un rêveur solitaire ou Le Retour de Marcel Cogito, Préface d'André Comte-Sponville, Castelnau-le-Lez, Climats, 1995  (ISBN 2-84158-029-6).
- Louis Maladire, à nouveau Cogito, Climats, 1997  (ISBN 2-84158-061-X)  — dédié à Vincent La Soudière.
- Un extra-céleste, encore Cogito, Climats, 1998  (ISBN 2-84158-094-6).
- Petit vocabulaire de l’imaginaire, Quintette, 2000  (ISBN 2-86850-081-1).
- En témoin de trop : semper Cogito, Climats, 2000  (ISBN 2-84158-153-5).
- Pitié pour le passé ou Les Tribulations de Marcel Cogito, Monaco, Le Rocher, 2002  (ISBN 2-268-04166-2).
- Exercices : vingt-et-une leçons pour aider à penser, Paris, Les Belles Lettres, 2016  (ISBN 978-2-35088-091-4).
- Postface à Vincent La Soudière, Batelier de l’inutile, Orbey, Arfuyen, 2024  (ISBN 978-2845903692).